# Xanthodaphne
Xanthodaphne is een geslacht van weekdieren uit de klasse van de Gastropoda (slakken).

## Soorten
- Xanthodaphne agonia (Dall, 1890)
- Xanthodaphne araneosa (Watson, 1881)
- Xanthodaphne argeta (Dall, 1890)
- Xanthodaphne bougainvillensis Sysoev, 1988
- Xanthodaphne bruneri (Verrill & S. Smith [in Verrill], 1884)
- Xanthodaphne charcotiana Bouchet & Warén, 1980
- Xanthodaphne cladara Sysoev, 1997
- Xanthodaphne dalmasi (Dautzenberg & Fischer, 1897)
- Xanthodaphne egregia (Dall, 1908)
- Xanthodaphne encella (Dall, 1908)
- Xanthodaphne heterogramma (Odhner, 1960)
- Xanthodaphne imparella (Dall, 1908)
- Xanthodaphne leptalea (Bush, 1893)
- Xanthodaphne levis Sysoev, 1988
- Xanthodaphne maldivica Sysoev, 1996
- Xanthodaphne maoria Dell, 1956
- Xanthodaphne membranacea (Watson, 1886)
- Xanthodaphne pachia (Watson, 1881)
- Xanthodaphne palauensis Sysoev, 1988
- Xanthodaphne pichi Figueira & Absalão, 2012
- Xanthodaphne pompholyx (Dall, 1889)
- Xanthodaphne pyriformis (Schepman, 1913)
- Xanthodaphne pyrropelex (Barnard, 1963)
- Xanthodaphne raineri (Engl, 2008)
- Xanthodaphne sedillina (Dall, 1908)
- Xanthodaphne sofia (Dall, 1889)
- Xanthodaphne subrosea (Barnard, 1963)
- Xanthodaphne suffusa (Dall, 1890)
- Xanthodaphne tenuistriata Sysoev, 1988
- Xanthodaphne translucida (Watson, 1881)
- Xanthodaphne tropica Sysoev & Ivanov, 1985
- Xanthodaphne xanthias (Watson, 1886)